# Lindsay Wagner
Lindsay Jean Wagner (Los Angeles, 22 giugno 1949) è un'attrice, scrittrice ed ex modella statunitense.
È nota soprattutto per il ruolo di Jaime Sommers nel franchise di fantascienza L'uomo da sei milioni di dollari e in particolare nel suo spin-off La donna bionica, di cui è protagonista, che le è valso un Emmy Award nel 1976, un TV Land Award nel 2007, oltre a due candidatura ai Golden Globe, nel 1977 e 1978.

## Biografia

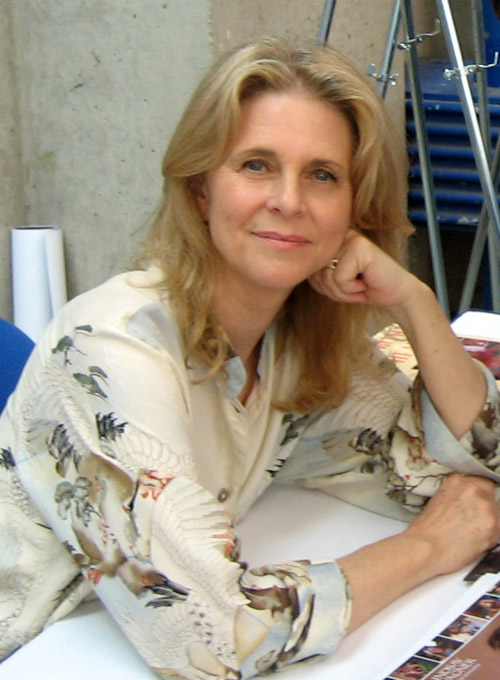
Lindsay Wagner al San Diego Comic-Con nel 2008

Lindsay Wagner nasce in California. All'età di sette anni, i suoi genitori divorziano e lei si trasferisce con la madre nel quartiere di Eagle Rock, a Nord Est di Los Angeles, presso Pasadena. In seguito, si trasferisce nuovamente seguendo la madre e il patrigno a Portland, dove frequenta la David Douglas High School e apparve in numerose recite scolastiche. Dopo il diploma, la Wagner trascorre un paio di mesi in Francia per poi iscriversi all'Università dell'Oregon, che frequenta per circa un anno. Successivamente si iscrive al Mt. Hood Community College di Gresham, che frequenta per sei mesi prima di abbandonare gli studi e tornare a Los Angeles. In questo periodo, le viene diagnosticata una forma di dislessia, che in seguito riesce tuttavia a superare.
Inizia la sua carriera professionale lavorando come modella a Los Angeles e facendo una comparsa nel varietà televisivo Playboy After Dark. Dopo aver firmato un contratto con gli studi Universal, ottiene una piccola parte nella serie televisiva Marcus Welby e nei film Two People (1973) ed Esami per la vita (1973).
La svolta nella carriera della Wagner arriva quando partecipa a una decina di episodi della serie televisiva di fantascienza L'uomo da sei milioni di dollari, dove interpreta il ruolo di Jaime Sommers, un'ex tennista professionista che, dopo un grave incidente con lancio col paracadute, viene soccorsa dal fidanzato Steve Austin (Lee Majors). Feritasi gravemente, viene operata e diventa "bionica", ma muore a causa di una crisi di rigetto. Questo è l'ultimo ruolo che dovrebbe interpretare per la Universal, tuttavia, poiché il personaggio di Jaime è molto amato dal pubblico che segue la popolare serie televisiva, che viene fatto rinascere nello spin-off La donna bionica. Qui Jaime diviene un agente della U.S. Government Agency, l'O.S.I., e, a causa dell'amnesia provocatale dell'incidente, non conserva alcuna memoria della sua storia d'amore con Steve Austin. La serie viene trasmessa per 3 stagioni e vale alla Wagner un Emmy Award nel 1977, quale migliore attrice protagonista in una serie drammatica, due candidature nel 2003 e 2006 e un premio quale Greatest Gear or Admirable Apparatus nel 2007 ai TV Land Award, oltre a due candidature ai Golden Globe, nel 1977 e 1978, quale miglior attrice in una serie drammatica.
Il 13 dicembre 1984 viene assegnata all'attrice una stella sull'Hollywood Walk of Fame, nella sezione Motion Picture, al 6767 del Hollywood Boulevard. Nel 1987 Lindsay Wagner pubblica il primo di una serie di libri, iniziando quindi anche l'attività di scrittrice.
Nel 2009 pubblica l'album da meditazione, prodotto per la Lindsay Wagner Productions da Gabreal Franklin, Open to Oneness, con musiche di Jeremiah Jacobs. Nel 2019 presta la voce e il volto, in motion capture, al personaggio di Bridget Strand nel videogioco diretto da Hideo Kojima, Death Stranding, e nel successivo Director's Cut del 2021, sostituendo la doppiatrice giapponese originale Kikuko Inoue.

## Vita privata
Lindsay Warner si è sposata quattro volte: tra il 1971 e il 1973, con il produttore discografico Allan Rider; dal 1976 al 1979, con l'attore Michael Brandon; nel 1981 con lo stuntman Henry Kingi, incontrato sul set de La donna bionica, dal quale ha due figli, Dorian nel 1982 e Alex nel 1986; dal 1990 al 1992 con il produttore televisivo Lawrence Mortorff.
Il 18 gennaio 1976, dopo la messa in onda dei primi sei episodi de La donna bionica, Lindsay Wagner viene coinvolta in un incidente d'auto con l'allora suo fidanzato, l'attore Michael Brandon, causato dalla perdita di controllo della macchina da parte di lui, finendo contro un albero. A causa delle ferite riportate, Brandon rischia di perdere un occhio, mentre la Wagner, che al momento dell'incidente si trovava sul sedile del passeggero, riporta alcuni tagli sul viso e sul cuoio capelluto, oltre a una piccola cicatrice permanente sul labbro superiore destro. Questo evento interrompe la produzione della serie per settimane.

## Filmografia parziale

### Attrice

#### Cinema
- Two People, regia di Robert Wise (1973)
- Esami per la vita (The Paper Chase), regia di James Bridges (1973)
- Una volta nella vita (Second Wind), regia di Donald Shebib (1976)
- I falchi della notte (Nighthawks), regia di Bruce Malmuth (1981)
- Ad alto rischio (High Risk), regia di Stewart Raffill (1981)
- L'avventura di Martin (Martin's Day), regia di Alan Gibson (1985)
- Verdetto finale (Ricochet), regia di Russell Mulcahy (1991)
- Spie come loro (Frog and Wombat), regia di Laurie Agard (1998)
- A Light in the Forest, regia di John Carl Buechler (2003)
- Buckaroo: The Movie, regia di James A. Brooks (2005)
- The Surfer King, regia di Bernard Murray Jr. (2006)
- Billy: The Early Years, regia di Robby Benson (2008)
- Who Killed Soul Glow?, regia di Joseph Stephens Jr. e Clyde Jones (2012)
- Samson - La vera storia di Sansone (Samson), regia di Bruce Macdonald e Gabriel Sabloff (2018)

#### Televisione
- Adam-12 - serie TV, 1 episodio (1971)
- Un uomo per la città (The Man and the City) - serie TV, 1 episodio (1971)
- The Bold Ones: The Lawyers - serie TV, 1 episodio (1971)
- Sarge - serie TV, 1 episodio (1971)
- Difesa a oltranza (Owen Marshall, Counselor at Law) - serie TV, 1 episodio (1971)
- Mistero in galleria (Night Gallery) - serie TV, 2 episodi (1971-1972)
- Marcus Welby (Marcus Welby, M.D.) - serie TV, 5 episodi (1971-1975)
- O'Hara, U.S. Treasury - serie TV, 1 episodio (1972)
- F.B.I. (The F.B.I.) - serie TV, 1 episodio (1972)
- Agenzia Rockford (The Rockford Files) - serie TV, 2 episodi (1974-1975)
- L'uomo da sei milioni di dollari (The Six Million Dollar Man) - serie TV, 10 episodi (1975-1976) - Jaime Sommers
- Whodunnit? - serie TV, 1 episodio (1976)
- La donna bionica (The Bionic Woman) - serie TV, 57 episodi (1976-1978) - Jaime Sommers
- Fiori di bosco (The Incredible Journey of Doctor Meg Laurel), regia di Guy Green - miniserie TV (1979)
- I due mondi di Jennie (The Two Worlds of Jennie Logan), regia di Frank De Felitta - film TV (1979)
- Una ragazza americana (Scruples), regia di Alan J. Levi - miniserie TV (1980)
- L'arrivista (Callie & Son), regia di Waris Hussein - film TV (1981)
- Memories Never Die, regia di Sandor Stern - film TV (1982)
- I Want to Live, regia di David Lowell Rich - film TV (1983)
- Professione pericolo (The Fall Guy) - serie TV, 1 episodio (1983)
- La principessa Daisy (Princess Daisy), regia di Waris Hussein - miniserie TV (1983)
- Noi due da soli (Two Kinds of Love), regia di Jack Bender - film TV (1983)
- Jessie - serie TV, 10 episodi (1984)
- L'altra (Passions), regia di Sandor Stern - film TV (1984)
- Jessie, regia di Richard Michaels - film TV (1984)
- The Other Lover, regia di Robert Ellis Miller - film TV (1985)
- Di chi è questa bambina? (This Child is Mine), regia di David Greene - film TV (1985)
- Un segreto per sempre (Child's Cry), regia di Gilbert Cates - film TV (1986)
- Quant'è bella giovinezza (Young Again), regia di Steven Hilliard Stern - film TV (1986)
- L'imputato è colpevole (Convicted), regia di David Lowell Rich - film TV (1986)
- Kate e Allie (Kate & Allie) - serie TV, 1 episodio (1986)
- Per tutta la vita (Stranger in My Bed), regia di Larry Elikann - film TV (1987)
- Il ritorno dell'uomo da sei milioni di dollari (The Return of the Six-Million-Dollar Man and the Bionic Woman), regia di Ray Austin - film TV (1987) - Jaime Sommers
- Student Exchange, regia di Mollie Miller - film TV (1987)
- Cattivi maestri (Evil in Clear River), regia di Karen Arthur - film TV (1988)
- Alfred Hitchcock presenta (Alfred Hitchcock Presents) - serie TV, 1 episodio (1988)
- Volo 847 (The Taking of Flight 847: The Uli Derickson Story), regia di Paul Wendkos - film TV (1988)
- Terrore a Bittercreek (Nightmare at Bittercreek), regia di Tim Burstall - film TV (1988)
- Scandals, regia di Glenn Kirschbaum - film TV (1988)
- Una poliziotta sotto pressione (Police Story: Burnout), regia di Michael Switzer - film TV (1988)
- A Peaceable Kingdom - serie TV, 12 episodi (1989)
- Entro la prima luna (From the Dead of Night), regia di Paul Wendkos - miniserie TV (1989)
- Voice of the Heart, regia di Tony Wharmby - miniserie TV (1989)
- Scontro bionico (Bionic Showdown: The Six Million Dollar Man and the Bionic Woman), regia di Alan J. Levi - film TV (1989) - Jaime Sommers
- Un amore violento (Shattered Dreams), regia di Robert Iscove - film TV (1990)
- In attesa di un sorriso (Babies), regia di Michael Rodhes - film TV (1990)
- Verso il buio (Fire in the Dark), regia di David Hugh Jones - film TV (1991)
- Il risveglio di Claudia (She Woke Up), regia di Waris Hussein - film TV (1992)
- Follia in alto mare (Treacherous Crossing), regia di Tony Wharmby - film TV (1992)
- La passione del potere (To Be the Best), regia di Tony Wharmby - miniserie TV (1992)
- L'amore non muore mai (A Message from Holly), regia di Rod Holcomb - film TV (1992)
- Le ali degli angeli (Nurses on the Line: The Crash of Flight 7), regia di Larry Shaw - film TV (1993)
- Per una volta, il cuore (Once in a Lifetime), regia di Michael Miller - film TV (1994)
- Il ritorno della donna bionica (Bionic Ever After?), regia di Stephen Stafford - film TV (1994) - Jaime Sommers
- Men Who Hate Women & the Women Who Love Them, regia di Corey Allen - film TV (1994)
- Una figlia contro (Fighting for my Daughter), regia di Peter Lavin - film TV (1995)
- Un angelo di cristallo (Sins of Silence), regia di Sam Pillsbury - film TV (1996)
- L'istinto di una madre (A Mother's Instinct), regia di Sam Pillsbury - film TV (1996)
- Virus assassino (Contagious), regia di Joe Napolitano - film TV (1997)
- Una seconda chance (Their Second Chance), regia di Mel Damski - film TV (1997)
- La crociera della paura (Voyage of Terror), regia di Brian Trenchard-Smith - film TV (1998)
- The Division - serie TV, 1 episodio (2002)
- La vita segreta di mio padre (Thicker Than Water), regia di David S. Cass Sr. - film TV (2005)
- Four Extraordinary Women, regia di Gail Harvey - film TV (2006)
- Warehouse 13 - serie TV, 5 episodi (2010-2013)
- Alphas - serie TV, 1 episodio (2011)
- Scruples, regia di Michael Sucsy - film TV (2012)
- Il giorno del Ringraziamento (The Thanksgiving House), regia di Kevin Connor - film TV (2013)
- NCIS - Unità anticrimine (NCIS) - serie TV, episodio 13x10 (2016)
- Innamorarsi a Valentine (Love Finds You in Valentine), regia di Terry Cunningham - film TV (2016)
- Forest Cove (Change of Heart), regia di Stephen Bridgewater - film TV (2016)
- Mangia, gioca, ama (Eat, Play, Love), regia di Christie Will Wolf - film TV (2017)
- Grey's Anatomy - serie TV, 4 episodi (2018-2019)
- (App)untamento per Natale (Mingle All the Way), regia di Allan Harmon - film TV (2018)
- Le amiche di mamma (Fuller House) - serie TV, 1 episodio (2018)

#### Videogiochi
- Death Stranding, regia di Hideo Kojima (2019)
- Death Stranding Director's Cut, regia di Hideo Kojima (2021)

### Doppiatrice

#### Cinema
- Wi Na Go, regia di Dustin Masters - cortometraggio (2013)

#### Videogiochi
- Death Stranding, regia di Hideo Kojima (2019)
- Death Stranding Director's Cut, regia di Hideo Kojima (2021)

### Produttrice

#### Cinema
- Tranquility, regia di Dorian Kingi - cortometraggio (2008)

#### Televisione
- Jessie - serie TV, episodi sconosciuti (1984)
- Un amore violento (Shattered Dreams), regia di Robert Iscove - film TV (1990)

## Discografia

### Album
- 2009 - Open to Oneness

## Libri (parziale)
- (EN) Lindsay Wagner e Ariane Spade, High Road to Health. A Vegetarian Cookbook, Atria, 1994, ISBN 978-0671872779.
- (EN) Lindsay Wagner e Robert M. Klein, Lindsay Wagner's New Beauty. The Acupressure Facelift, New York, Simon & Schuster, 1987, ISBN 978-0135368060.
- (EN) Lindsay Wagner e Robert M. Klein, 30-Day Natural Facelift Programme. Using the Acupressure Massage Technique, Thorsons, 1988, ISBN 978-0861887798.

## Riconoscimenti
- Golden Globe
  - 1977 - Candidatura alla miglior attrice in una serie drammatica per La donna bionica
  - 1978 - Candidatura alla miglior attrice in una serie drammatica per La donna bionica
- CableACE Award
  - 1989 - Candidatura alla miglior attrice in una serie drammatica per Alfred Hitchcock presenta
- Hollywood Walk of Fame
  - 1984 – Motion Picture, al 6767 del Hollywood Boulevard
- Photoplay Awards
  - 1974 - Candidatura alla nuova star femminile
  - 1977 - Candidatura alla miglior sex symbol femminile
  - 1978 - Candidatura alla miglior sex symbol femminile
- Premio Emmy
  - 1977 – Migliore attrice protagonista in una serie drammatica per La donna bionica
- San Diego International Film Festival
  - 2019 - Humanitarian Award
- TV Land Award
  - 2003 - Candidatura al Superest Super Hero per La donna bionica
  - 2006 - Candidatura al Greatest Gear or Admirable Apparatus per La donna bionica
  - 2007 - Greatest Gear or Admirable Apparatus per La donna bionica

## Doppiatrici italiane
Nelle versioni in italiano dei suoi film, Lindsay Wagner è doppiata da:
- Franca De Stradis ne L'uomo da sei milioni di dollari, La donna bionica, Il ritorno dell'uomo da sei milioni di dollari, Il ritorno della donna bionica
- Roberta Greganti in Agenzia Rockford, L'amore non muore mai, Forest Cove, Samson - La vera storia di Sansone
- Pinella Dragani in L'altra, Verso il buio, Per una volta, il cuore, Una figlia contro
- Silvia Pepitoni in Esami per la vita, Un segreto per sempre, Volo 847
- Maria Pia Di Meo in Professione pericolo, Alfred Hitchcock presenta, Scontro bionico
- Liliana Sorrentino in Verdetto finale, Mangia, gioca, ama
- Melina Martello in Spie come loro, Innamorarsi a Valentine
- Angiola Baggi in Una ragazza americana, Warehouse 13 (s.2)
- Marina Tagliaferri in L'imputato è colpevole, Cattivi maestri
- Roberta Paladini in La crociera della paura, NCIS - Unità anticrimine
- Ludovica Modugno in Warehouse 13 (s.3-5), Alphas
- Caterina Rochira in Una volta nella vita
- Vittoria Febbi ne I falchi della notte
- Claudia Balboni in Ad alto rischio
- Aurora Cancian ne La principessa Daisy
- Sonia Scotti in Noi due da soli
- Cinzia De Carolis in Di chi è questa bambina?
- Manuela Andrei in Quant'è bella giovinezza
- Emanuela Rossi in Per tutta la vita
- Adele Pellegatta in Nightmare a Bittercreek
- Serena Verdirosi in Una poliziotta sotto pressione
- Valeria Falcinelli in Entro la prima luna
- Gabriella Borri in In attesa di un sorriso
- Monica Gravina in Follia in alto mare
- Lorenza Biella ne La passione del potere
- Patrizia Salmoiraghi in Virus Assassino
- Daniela Nobili in Una seconda chance
- Rosalba Bongiovanni in La vita segreta di mio padre
- Rossella Izzo in Grey's Anatomy (s.14)
- Alessandra Chiari in Grey's Anatomy (s.15)
- Isabella Pasanisi ne Le amiche di mamma

Da doppiatrice è sostituita da:
- Eleonora Reti in Death Stranding